# Конвой Рабаул — Палау (25.04.43 — 04.05.43)
Конвой Рабаул — Палау (25.04.43 — 04.05.43) — японський конвой часів Другої світової війни, проведення якого відбувалось у квітні — травні 1943 року.
Конвой сформували для проведення групи суден із Рабаула (головна передова база японців на острові Нова Британія, з якої провадились операції на Соломонових островах та сході Нової Гвінеї) до Палау (важливого транспортного хабу на заході Каролінських островів). До його складу увійшли судна «Міяура-Мару», «Сан-Клементе-Мару», «Роккосан-Мару», «Рісшун-Мару», «Ракуто-Мару», «Тоун-Мару» та «Хоко-Мару». Ескорт забезпечували мисливці за підводними човнами CH-16 та CH-18.
25 квітня судна вийшли з Рабаула та попрямували на північний захід. У якийсь момент до конвою приєднався мисливець за підводними човнами CH-37, тоді як CH-16 вирушив назад до Рабаула, куди прибув 30 квітня. Під вечір 4 травня менш ніж за 100 км від Палау підводний човен Seal поцілив танкер трьома торпедами, а через 2,5 години судно затонуло. Загинув 1 член екіпажу, інших підібрав транспорт «Хоко-Мару».
5 травня конвой прибув на Палау (існують дані, що окремі судна — «Міяура-Мару», «Рісшун-Мару» — досягли цього пункту ще 3 травня).